# Molino de Donderis
El molino del Donderis (en valenciano Molí de Donderis) fue un antiguo molino hidráulico ubicado en Paterna (Valencia, España). Se encuentra en el casco urbano de Paterna, en la calle Mestra Monforte, totalmente integrado en la calle, de manera que no destaca sobre el resto de edificios residenciales, sobre el brazo de la Uncía de la acequia de Moncada Su nombre proviene de la familia que lo poseyó y es el único de los ocho molinos conservados en Paterna que no está incoado como bien de relevancia local.

## Historia
Se trata de uno de los molinos construidos a mediados del siglo xix tras la liberalización legislativa, junto a varios otros que ya no se conservan, como el molino de les xiques (‘de las chicas’). Se conserva en relativo buen estado, tanto el edificio como parte de su maquinaria.

## Descripción
El edificio, que ocupa una superficie total de unos 180 m², se distribuye en dos plantas, presentando dos crujías y un techado de cubierta a dos aguas de teja árabe. A ras de suelo y desde la calle, al borde de la acera, se encuentra todavía el arco que pertenecía al cárcavo de entrada del agua, que hacía mover la maquinaria del molino.